# Carreira (Zas)
Carreira (anomenada oficialment Santiago de Carreira) és una parròquia i un llogarret del Concello de Zas, a la província de La Corunya, Galícia.

## Entitats de població
Entitats de població que formen part de la parròquia:
- Carreira
- Pedramaior

## Demografia

### Parròquia
| Gràfica d'evolució demográfica de Carreira (parroquia) entre 2000 i 2019 |
|                                                                          |

Dades segons el nomenclàtor publicat per la INE.

### Lloc
| Gràfica d'evolució demográfica de Carreira (lugar) entre 2000 i 2019 |
|                                                                      |

Dades segons el nomenclàtor publicat per la INE.